# Itō (Shizuoka)
Itō (伊東市 Itō-shi) er en by beliggende på østkysten af Izu-halvøen i Shizuoka-præfekturet i Japan.
Byen har 66.988 indbyggere (2017) og befolkningstætheden er 540 personer per km². Den totale areal er 124,10 km².
- Wikimedia Commons har flere filer relateret til Itō (Shizuoka)

34°57′57″N 139°06′07″Ø / 34.96572°N 139.10186°Ø
1. ↑  統計センターしずおか／静岡県人口推計, hentet 19. marts 2021 (fra Wikidata).